# جلبک کلرلا

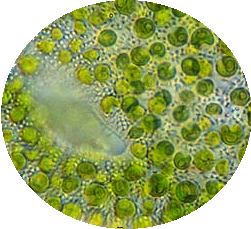
جلبک کلرلا

کلرلا سرده‌ای از یک جلبک سبز تک سلولی است که به سبزتباران تعلق دارد. شکل آن کروی است و حدود ۲ الی ۱۰ میکرون قطر دارد و فاقد تاژک است. کلرلا حاوی رنگدانه‌های فتوسنتز سبز کلروفیل a و -b در کلروپلاستش است. از طریق فتوسنتز، به سرعت زیاد می‌شود، و برای تکثیر تنها به دی‌اکسید کربن، آب، نور خورشید و مقدار کمی از مواد معدنی نیاز دارد.
نام کلرلا از کلمه یونانی χλώρος به معنی سبز و پسوند مصغر ella به معنی کوچک از زبان لاتین گرفته شده‌است. اتو واربورگ زیست‌شیمی‌دان و فیزیولوژیست سلولی اهل آلمان که به خاطر پژوهش در مورد تنفس یاخته‌ای در سال ۱۹۳۱ برنده جایزه نوبل فیزیولوژی و پزشکی شد، نحوهٔ فتوسنتز در کلرلا را هم مورد بررسی قرار داد. در سال ۱۹۶۱ ،ملوین کالوین از دانشگاه کالیفرنیا به خاطر پژوهش‌هایش در مورد راه جذب دی‌اکسید کربن در گیاهان با استفاده از جلبک کلرلا برندهٔ جایزه نوبل شیمی شد.
بسیاری از مردم معتقدند کلرلا می‌تواند به عنوان یک منبع بالقوه غذایی و انرژی خدمت کند، به خاطر اینکه کارایی فتوسنتزی آن، در تئوری، می‌تواند به ۸٪برسد، که بیشتر از دیگر محصولات بسیار کارآمد مانند نیشکر است.

## به عنوان غذا

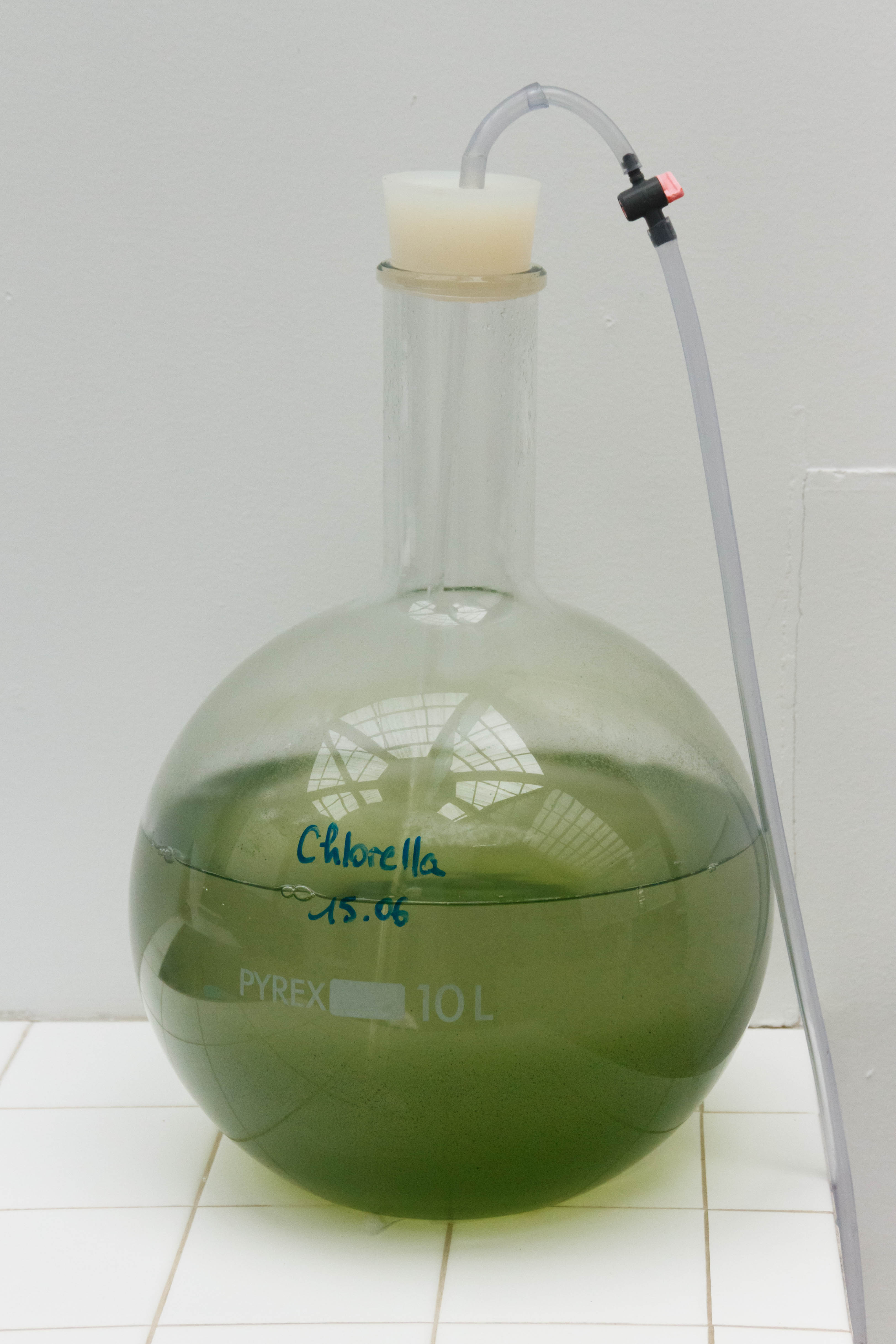
کلرلا در محیط آزمایشگاه

کلرلا یک منبع غذایی بالقوه است زیرا میزان پروتئین و سایر مواد مغذی ضروری آن بالاست؛ هنگام خشک شدن، حدود ۴۵٪ پروتئین، ۲۰٪ چربی، ۲۰٪ کربوهیدرات، ۵٪ فیبر و ۱۰٪ مواد معدنی و ویتامین دارد. در حال حاضر برای پرورش آن در حوضچه‌های بزرگ دایره‌ای‌شکل مصنوعی از روش‌های تولید انبوه استفاده می‌کنند. کلرلا معمولاً به عنوان یک «ابرغذا» استفاده می‌شود و می‌تواند به عنوان یکی از اجزای سازندهٔ بعضی از کوکتل‌هایی که اساس مایع دارند استفاده شود.
هنگامی که کلرلا اولین بار برداشت شد، به عنوان یک مکمل پروتئین ارزان قیمت برای استفاده در رژیم غذایی انسان پیشنهاد شد. طرفداران آن بعضی اوقات به دیگر فواید بهداشتی جلبک‌ها مانند: ادعاهای کنترل وزن، پیشگیری از سرطان و حمایت از سیستم ایمنی تمرکز می‌کنند. براساس اظهارات انجمن سرطان آمریکا مطالعات علمی موجود اثربخشی آن را در جلوگیری یا درمان سرطان یا هر گونه بیماری دیگر در انسان ثابت نکرده‌است. در شرایط خاصی از رشد، کلرلا روغن‌هایی را تولید می‌کند که دارای چربی‌های غیر اشباع بالا هستند - کلرلا مینوتیسیما، ایکوزاپنتانوییک اسید را در ۳۹٫۹٪ کل لیپید تولید می‌کند.

### تاریخچه
به دنبال ترس جهانی از افزایش غیرقابل کنترل جمعیت در اواخر دههٔ ۱۹۴۰ و اوایل دههٔ ۱۹۵۰، کلرلا به عنوان یک منبع غذایی اولیه و امیدوارکننده و به عنوان راه حلی ممکن برای بحران گرسنگی متداول در جهان در نظر گرفته می‌شد. بسیاری از مردم در آن زمان فکر می‌کردند که گرسنگی مشکل بسیار بزرگی است و کلرلا را به عنوان راهی برای پایان دادن به این بحران با ارائهٔ مقدار زیادی مواد غذایی با کیفیت بالا و هزینه‌های نسبتاً پایین می‌دیدند.
موسسات بسیاری از جمله:مؤسسه کارنگی، بنیاد راکفلر، مؤسسه ملی سلامت، دانشگاه کالیفرنیا، کمیسیون انرژی اتمی ایالات متحده آمریکا و دانشگاه استنفورد شروع به پژوهش در مورد جلبک کلرلا کردند. پس از جنگ جهانی دوم، بسیاری از اروپایی‌ها گرسنه بودند و بسیاری از مالتوسیان‌ها این را نه تنها به جنگ، بلکه همچنین به عدم توانایی جهان برای تولید غذای کافی برای حمایت از جمعیت رو به رشد نسبت می‌دادند. طبق گزارش فائو در سال ۱۹۴۶، جهان در سال ۱۹۶۰ نیاز به تولید ۲۵ تا ۳۵ درصد غذای بیشتر از سال ۱۹۳۹ دارد تا بتواند با افزایش جمعیت روبرو شود، درحالی‌که بهبود سلامتی به افزایش ۹۰ تا ۱۰۰ درصد این مقدار نیاز خواهد داشت. از آنجا که قیمت گوشت گران بود و برای تولید آن انرژی زیادی لازم بود، کمبود پروتئین نیز یک مسئله بود. افزایش سطح کشت تنها راه ارائه تغذیه مناسب به جمعیت بود. طبق محاسبات وزارت کشاورزی ایالات متحده آمریکا، برای تغذیه جمعیت ایالات متحده تا سال ۱۹۷۵، باید ۲۰۰ میلیون هکتار (۸۰۰۰۰۰ کیلومتر مربع) به سطح زمین زیر کشت اضافه کنند، اما تنها امکان افزودن ۴۵ میلیون هکتار وجود داشت. یکی از راه‌های ملی مقابله با کمبود موادغذایی، افزایش زمین کشاورزان بود، اما زمین‌های مرزی و مزرعه‌های آمریکایی مدت‌ها پیش برای توسعهٔ زندگی شهری فروخته شده و از بین رفته بودند. تنها به تکنیک‌های جدید کشاورزی و فناوری امید بسته شده بود؛ و به دلیل این شرایط، یک راه حل جایگزین مورد نیاز بود.
پژوهشگران برای کنار آمدن با رونق افزایش جمعیت پس از جنگ در ایالات متحده و جاهای دیگر، تصمیم گرفتند از منابع دریایی ناشناخته استفاده کنند. آزمایش اولیه توسط موسسه تحقیقاتی استنفورد نشان داد کلرلا (زمانی که در شرایط گرم، آفتابی و کم عمق رشد کند) می‌تواند ۲۰ درصد انرژی خورشیدی را توی یک گیاه تبدیل کند که در صورت خشک شدن حاوی ۵۰ درصد پروتئین است. علاوه بر این، کلرلا حاوی چربی و ویتامین است. کارایی فتوسنتزی کلرلا را قادر می‌سازد که نسبت به هر گیاه دیگری پروتئین بیشتری در واحد سطح تولید کند، یک دانشمند پیش‌بینی کرد تنها با ۲۰ کارگر در یک مزرعهٔ ۱۰۰۰ هکتاری کلرلا (100 کیلومتر مربع) در یک سال می‌توان ۱۰٬۰۰۰ تن پروتئین تولید کرد. پژوهش‌های آزمایشی در استنفورد و جاهای دیگر موجب فشار زیاد روزنامه‌نگاران و روزنامه‌ها شد، اما منجر به تولید جلبک در مقیاس بزرگ نشد. به دلیل پیشرفت‌های تکنولوژیکی در کشاورزی در آن زمان و تحسین گستردهٔ آن از ظرف کارشناسان و دانشمندانی که آن را مورد مطالعه قرار گرفت، کلرلا گزینهٔ قابل قبولی به نظر می‌رسید. پژوهشگرانی که در مورد جلبک تحقیق می‌کردند حتی امیدوار بودند، برای افزودن ویتامین‌ها و مواد معدنی محصولات غذایی معمولی یک پودر کلرلای خنثی را به آن‌ها اضافه کنند.
وقتی نتایج اولیه آزمایشگاهی منتشر شد، جامعه علمی ابتدا از امکانات کلرلا حمایت کرد. مجلهٔ ساینس نیوز اخبار نتایج خوش‌بینانه را در مقاله‌ای با عنوان «جلبک برای تغذیه گرسنگان» را ستود. جان برلو، سردبیر مؤسسهٔ کارنگی واشینگتن در کتاب فرهنگ جلبک - از آزمایشگاه تا گیاه آزمایشی، گفت: «فرهنگ استفاده از جلبک ممکن است یک نیاز واقعی را برطرف کند.» که مجلهٔ ساینس نیوز آن را این گونه منعکس کرد: «جمعیت آیندهٔ جهان به‌وسیلهٔٔ تولید جلبک‌های اصلاح شده یا به‌دست آمده از کف حوض‌ها از گرسنگی نجات خواهند یافت.» جلد مجله هم تصویر آزمایشگاه آرتور دی. لیتل در کمبریج را چاپ کردند، که به عنوان کارخانهٔ غذایی آینده در نظر گرفته شده بود. چند سال بعد این مجله مقاله‌ای با عنوان «شام فردا» منتشر کرده و در آن اظهار داشت: «شکی در ذهن دانشمندان وجود ندارد که مزارع آینده در واقع کارخانه‌های آینده خواهند بود.» مجلهٔ ساینس دایجست هم گزارش کرد: «جلبک‌های معمولی کف استخرها بزودی مهمترین محصول کشاورزی جهان خواهند شد.» با این حال، در دهه‌های پس از آن ادعاها، جلبک‌ها در آن مقیاس بزرگ کشت نشده‌اند.

### وضعیت فعلی
از آنجایی که مشکل فزایندهٔ غذای جهان در دههٔ ۱۹۴۰ با بهره‌وری بهتر از محصولات کشاورزی و پیشرفت‌های دیگر در کشاورزی سنتی حل شده‌است، کلرلا همانند دههٔ ۱۹۴۰، مورد توجه مردم و جامعهٔ علمی قرار نگرفته‌است. کلرلا تنها یک بازار مناسبی برای شرکت‌هایی است که استفاده از آن را به عنوان یک مکمل غذایی ترویج می‌کنند.

#### مشکلات تولید
تحقیقات تجربی در آزمایشگاه‌ها و نه مزارع انجام شد، و دانشمندان کشف کردند که تولید کلرلا بسیار مشکل‌تر از آن است که پیش از این فکر می‌شد. برای عملی کردن تولید زیاد این جلبک، برای تولید حداکثر کارایی فتوسنتزی خود جلبک‌های رشد کرده باید در نور مصنوعی یا در سایه قرار داده شوند. همچنین برای اینکه کلرلا به میزانی که جهان نیاز دارد تولید شود، باید در آب کربناته رشد کند که میلیون‌ها دلار به هزینهٔ تولید اضافه می‌کند. فرایند پیچیده و هزینهٔ اضافی هم برای برداشت محصول لازم استد و برای اینکه کلرلا به عنوان یک منبع غذایی مناسب باشد، دیواره سلولی آن باید نرم شود. این گیاه تنها می‌تواند در موقعیت‌های مصنوعی به شدت اصلاح شده به پتانسیل تغذیه‌ای خود برسد. مشکل دیگر تولید محصولات غذایی با کیفیت از کلرلا بود.
گرچه تولید کلرلا به نظر امیدوارکننده و تکنولوژی خلاقانه در آن دخیل بود، اما تا به امروز در مقیاسی که برخی پیش‌بینی کرده بودند کشت نشده‌است و در مقیاس اسپیرولینا، محصولات سویا یا غلات کامل فروخته نشده‌است. هزینه‌های تولید آن همچنان بالا هستند و کلرلا بیشتر به عنوان غذای سالم، برای تولید لوازم آرایشی یا به عنوان خوراک دام فروخته شده‌است. پس از یک دهه آزمایش، مطالعات نشان داد که کلرلا پس از قرار گرفتن در معرض نور خورشید، تنها ۲٫۵ درصد، نه خیلی بیشتر از محصولات معمول، از انرژی خورشیدی را جذب می‌کند.
همچنین در دههٔ ۱۹۶۰ توسط دانشمندان کشف شد که هضم کلرلا شرایط طبیعی خود برای انسان و دیگر حیوانات غیرممکن است. به دلیل اینکه سلول‌های دیوارهٔ محکم آن مواد مغذی را دربرگرفته‌اند که مشکلات بیشتری را برای استفاده از آن در تولید مواد غذایی آمریکا ایجاد می‌کند.

## استفاده در کاهش دی‌اکسید کربن و تولید اکسیژن
در ۱۹۶۵، آزمایش «سیستم کنترل زیست‌محیطی حمایت از زندگی» در «اکوسیستم بسته مؤسسه کراسنویارسک روسیه» مشخص کرد که ۸ مترمربع کلرلا می‌تواند دی‌اکسید کربن محیط بسته را حذف کرده و اکسیژن مورد نیاز یک انسان را جایگزین آن کند. جلبک‌ها در زیر نور مصنوعی در خمره رشد کرده‌اند.

## داروی جایگزین

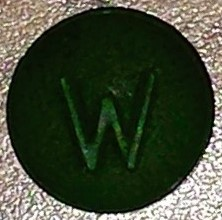
کلرلا به شکل قرص.

کلرلا به عنوان مکمل سلامت عمدتاً در ایالات متحده و کانادا و به عنوان مکمل غذایی در ژاپن مصرف می‌شود.ادعا می‌شود که کلرلا تأثیراتی روی سلامتی از جمله درمان سرطان دارد، با این حال، طبق گفته انجمن سرطان آمریکا، «مطالعات علمی موجود، اثربخشی آن را در جلوگیری یا درمان سرطان یا هر بیماری دیگری در انسان تأیید نکرده‌اند.

## نگرانی‌های مربوط به سلامتی
مطالعه‌ای در سال ۲۰۰۲ نشان داد که دیواره سلول‌های کلرلا حاوی لیپوپلی ساکاریدها و اندوتوکسین‌هایی موجود در باکتری‌های گرم-منفی است که بر دستگاه ایمنی تأثیر می‌گذارند و ممکن است باعث التهاب شوند. به‌هرحال، مطالعات اخیر نشان داده‌اند که لیپوپلی ساکاریدها در ارگانیسم‌هایی غیر از باکتری‌های گرم منفی، به عنوان مثال در سیانوباکترها، به‌طور قابل توجهی با لیپوپلی ساکاریدهای موجود در باکتری‌های گرم منفی متفاوت هستند.

## آکواریوم
کلرلا می‌تواند آب آکواریوم را سبز و کدر کند. کلرلا می‌تواند به علت سطوح بالای نیترات و فسفات یا نور مستقیم آفتاب رشد کند. کاهش فسفات و نیترات با تغییر بخشی از آب و انتقال آکواریوم به سایه می‌تواند به کاهش مشکل کمک کند.